# Fulcherio di Chartres
Fulcherio di Chartres (in latino Fulcherius Carnotensis; Chartres, 1059 circa – Gerusalemme, 1127 circa) è stato uno storico, scrittore e militare francese.

## Biografia
Educato al seminario di Chartres, partecipò al concilio di Clermont, probabilmente su invito del vescovo Ivo di Chartres, con il quale condivise le idee di una necessaria riforma ecclesiastica nel quadro della lotta per le investiture.
Dopo aver viaggiato in Francia e in Italia alla corte di Roberto II di Normandia, arrivò a Costantinopoli dove si aggregò all'esercito crociato. Nel 1097 ad Antiochia fu nominato cappellano di Baldovino I. Seguì quindi il suo nuovo sovrano ad Edessa, dove Baldovino fondò la contea di Edessa. Dopo la conquista di Gerusalemme, avvenuta nel 1099, e dopo la nomina di Baldovino a re, Fulcherio mantenne la carica di cappellano almeno fino al 1115. In seguito, fu canonico della basilica del Santo Sepolcro, probabilmente responsabile delle reliquie e dei tesori della chiesa, fino al 1127, data alla quale se ne perdono le tracce.

## Opere
Fulcherio è ricordato per la sua Historia Hierosolymitana (detta anche Gesta Francorum). Divisa in tre libri, narra le vicende della conquista di Gerusalemme a partire dal 1095. La genesi dell'opera risale con tutta probabilità al 1100 e fu completata attorno al 1106. A questa prima versione (oggi perduta) si ispirò Guiberto di Nogent per redigere le sue "Dei gesta per Francos".
La Historia Hierosolymitana fu redatta dietro la richiesta dei compagni di viaggio di Fulcherio, fra cui anche lo stesso Baldovino I. Fulcherio si avvalse almeno di una biblioteca a Gerusalemme, dove ebbe accesso a lettere e altri documenti sulla crociata, oltre che all'Historia Francorum di Raimondo di Aguilers e alle Gesta Francorum et aliorum Hierosolymitanorum, una cronaca anonima sulla Prima Crociata redatta in latino e risalente al 1100-1101.
La cronaca è divisa in tre libri. Il primo libro descrive i preparativi per la Prima Crociata a Clermont nel 1095 e fino alla presa di Gerusalemme e la creazione dell'omonimo regno da parte di Goffredo di Buglione. Include un'entusiasta descrizione di Costantinopoli. Il secondo libro descrive le opere di Baldovino I, che succedette a Goffredo di Buglione come re di Gerusalemme, dal 1100 al 1118. Nel terzo ed ultimo libro si narra della vita di re Baldovino II, fino alla peste del 1127 durante la quale probabilmente Fulcherio morì. Il secondo e terzo libro furono redatti fra il 1109 ed il 1115 circa, mentre dal 1118 al 1127 Fulcherio ne curò una seconda edizione. A questa prima versione (oggi perduta) si ispirò Guiberto di Nogent per redigere le sue "Dei gesta per Francos".

## Edizioni dellaHistoria
- (FR)  Collection des mémoires relatifs à l'histoire de France. Tome VIII. trad. di François Guizot, Parigi 1825;
- (FR)  Recueil des historiens des croisades. Historiens occidentaux. vol. III, Paris 1866;
- (LA)  Fulcheri Carnotensis Historia Hierosolymitana, a cura di Heinrich Hagenmeyer. Winter, Heidelberg 1913
- (EN) Fulcher of Chartres, XVIII.4, in Harold S. Fink (a cura di), A History of the Expedition to Jerusalem, 1095-1127, traduzione di Francis Rita Ryan, III, University of Tennessee Press, 1969.
- (FR)  Foucher de Chartres: Histoire de la Croisade. Le récit d'un témoin de la Première Croisade. 1095-1106. ed. Jeanne Ménard. Cosmopole, Paris 2001 ISBN 2-84630-001-1
- Fulcherio di Chartres, Historia Iherosolymitana, in F. Cardini, Il movimento crociato, Sansoni, Firenze 1972;
- (DE)  Fulcheri Carnotensis Historia Hierosolymitana. Übersetzung von Manfred Hiebl. Biblio-Verlag, Osnabrück (in stampa)
- Fulcherio di Chartres, La fondazione del regno di Gerusalemme, in Gioia Zaganelli (a cura di), Crociate - Testi storici e poetici, collana Meridiani Classici dello spirito, Introduzione di Gioia Zaganelli, Segrate, Arnoldo Mondadori Editore, 2004, ISBN 978-88-04-52372-7. In esso è presente solo il libro II.